# Франсоа Ембо-Дилак
Франсоа Имбо-Дулак (фр. François Imbeau-Dulac; Квебек, 9. децембар 1990) елитни је канадски скакач у воду и члан репрезентациј Канаде у овом спорту. Његова специјалност су скокови са даске са висине од 1 и 3 метра, како у појединачној тако и у конкуренцији синхронизованих парова. 
Међународну каријеру започео је још 2006. године и у наредних неколико година углавном је наступао на такмичењима светског купа и светског гран-прија. На светским првенствима дебитовао је 2011. у Шангају, такмичио се у обе дисциплине појединачних скокова са даске и није успео да се квалификује за финала. Годину дана касније учестовао је и на ЛОИ 2012. у Лондону где се такмичио у скоковима са даске са 3 метра, али није успео да се квалификује за финале пошто је у полуфиналу био „први испод црте”, односно на 13. месту. 
Највеће успехе у каријери остварио је на светским првенствима 2015. у Казању и 2017. у Будимпешти када је у пару са Џенифер Абел освојио сребрну, односно бронзану медаљу у микс конкуренцији синхронизованих скокова са даске. 